# Do It for Your Lover
«Do It for Your Lover» (с англ. — «Делай это для своей любви») — песня испанского певца Манеля Наварро, представленная на конкурсе «Евровидение-2017» в Киеве.
Видеоролик песни был записан в разных местах на побережье Тенерифе.

## Евровидение
12 января 2017 года Наварро был признан одним из шести финалистов, участвовавших в «Objetivo Eurovisión 2017», национальном отборочном туре Испании на Евровидении 2017 года. 11 февраля 2017 года Наварро занял первое место среди жюри и третье среди зрителей. Затем жюри выступило в пользу Наварро, и он был объявлен победителем. Поскольку Испания является участником «Большой пятерки», он автоматически переходит в финал, который состоялся 13 мая 2017 года в Киеве.

## Композиция
| №  | Название               | Длительность |
| -- | ---------------------- | ------------ |
| 1. | «Do It for Your Lover» | 3:24         |

| №  | Название                                                      | Длительность |
| -- | ------------------------------------------------------------- | ------------ |
| 1. | «Do It for Your Lover»                                        | 3:24         |
| 2. | «Candle»                                                      | 3:21         |
| 3. | «If I Go» (Inedita)                                           | 3:38         |
| 4. | «Do It for Your Lover» (Eurovision 2017)                      | 3:02         |
| 5. | «Do It for Your Lover» (acoustic version)                     | 2:35         |
| 6. | «Do It for Your Lover» (urban remix) (featuring Danny Romero) | 3:18         |
| 7. | «Do It for Your Lover» (live studio session)                  | 2:38         |